# Ilhas do Chafariz
As ilhas do Chafariz são um conjunto de ilhas situadas no rio Uruguai, nos limites territoriais de Doutor Maurício Cardoso, no estado brasileiro do Rio Grande do Sul. Compreende duas ilhas cercadas de pequenas ilhotas argentinas. O local abriga um balneário com casas para locação e área para acampar. Nas proximidades está localizada uma outra ilha homônima, pertencente à Argentina.